# كلوفيردالي (كاليفورنيا)
كلوفيردالي (بالإنجليزية: Cloverdale)‏ هي إحدى مدن مقاطعة سونوما، كاليفورنيا. تم إعطاءها لقب مدينة في 28 فبراير، 1872.

## المناخ
يظهر الجدول التالي التغييرات المناخية على مدار السنة لكلوفيردالي:
| البيانات المناخية لـكلوفيردالي    | البيانات المناخية لـكلوفيردالي | البيانات المناخية لـكلوفيردالي | البيانات المناخية لـكلوفيردالي | البيانات المناخية لـكلوفيردالي | البيانات المناخية لـكلوفيردالي | البيانات المناخية لـكلوفيردالي | البيانات المناخية لـكلوفيردالي | البيانات المناخية لـكلوفيردالي | البيانات المناخية لـكلوفيردالي | البيانات المناخية لـكلوفيردالي | البيانات المناخية لـكلوفيردالي | البيانات المناخية لـكلوفيردالي | البيانات المناخية لـكلوفيردالي |
| الشهر                             | يناير                          | فبراير                         | مارس                           | أبريل                          | مايو                           | يونيو                          | يوليو                          | أغسطس                          | سبتمبر                         | أكتوبر                         | نوفمبر                         | ديسمبر                         | المعدل السنوي                  |
| --------------------------------- | ------------------------------ | ------------------------------ | ------------------------------ | ------------------------------ | ------------------------------ | ------------------------------ | ------------------------------ | ------------------------------ | ------------------------------ | ------------------------------ | ------------------------------ | ------------------------------ | ------------------------------ |
| الدرجة القصوى °ف (°م)             | 85 (29)                        | 86 (30)                        | 91 (33)                        | 100 (38)                       | 107 (42)                       | 116 (47)                       | 115 (46)                       | 114 (46)                       | 113 (45)                       | 106 (41)                       | 95 (35)                        | 83 (28)                        | 116 (47)                       |
| متوسط درجة الحرارة الكبرى °ف (°م) | 57.4 (14.1)                    | 61.4 (16.3)                    | 65.4 (18.6)                    | 71 (22)                        | 78.5 (25.8)                    | 86.1 (30.1)                    | 91.6 (33.1)                    | 90.9 (32.7)                    | 87 (31)                        | 78 (26)                        | 64.8 (18.2)                    | 57.2 (14.0)                    | 74.1 (23.4)                    |
| متوسط درجة الحرارة الصغرى °ف (°م) | 38.2 (3.4)                     | 40.7 (4.8)                     | 42.5 (5.8)                     | 44.9 (7.2)                     | 49.4 (9.7)                     | 54.1 (12.3)                    | 54.9 (12.7)                    | 54.8 (12.7)                    | 53.3 (11.8)                    | 49.4 (9.7)                     | 43.2 (6.2)                     | 38.4 (3.6)                     | 47 (8)                         |
| أدنى درجة حرارة °ف (°م)           | 21 (−6)                        | 21 (−6)                        | 30 (−1)                        | 30 (−1)                        | 35 (2)                         | 36 (2)                         | 41 (5)                         | 42 (6)                         | 39 (4)                         | 32 (0)                         | 27 (−3)                        | 17 (−8)                        | 17 (−8)                        |
| الهطول إنش (مم)                   | 9.3 (240)                      | 7.79 (198)                     | 5.45 (138)                     | 2.91 (74)                      | 1.14 (29)                      | 0.2 (5.1)                      | 0.04 (1.0)                     | 0.12 (3.0)                     | 0.52 (13)                      | 2.43 (62)                      | 5.69 (145)                     | 8.26 (210)                     | 43.85 (1٬114)                  |
| متوسط تساقط الثلوج إنش (سم)       | 0.1 (0.25)                     | 0 (0)                          | 0 (0)                          | 0 (0)                          | 0 (0)                          | 0 (0)                          | 0 (0)                          | 0 (0)                          | 0 (0)                          | 0 (0)                          | 0 (0)                          | 0 (0)                          | 0.1 (0.25)                     |
| متوسط أيام هطول الأمطار           | 12                             | 11                             | 11                             | 7                              | 4                              | 1                              | 0                              | 1                              | 2                              | 4                              | 9                              | 11                             | 73                             |
| المصدر: WRCC                      |                                |                                |                                |                                |                                |                                |                                |                                |                                |                                |                                |                                |                                |

## أعلام
- بيري شوارتز
- ريتش رولاند